# Mansa Wali Keita
Mansa Wali Keita, död 1270, var en afrikansk härskare. Han var Mansa, monark, i Maliriket mellan cirka 1255 och 1270.